# Saltoro Muztagh
De Saltoro Muztagh, Saltorobergen, Saltoro Range of Saltoro Parvat is een hoge en sterk vergletsjerde bergketen in de Karakoram. De keten ligt in het betwiste gebied rond de Line of Control, de bestandslijn tussen India en Pakistan, in het zuidoosten van het hoogste deel van de Karakoram. De Saltoro Muztagh loopt in noordwest-zuidoostelijke richting. De keten is ongeveer 110 km lang en maximaal 40 km breed. Het hoogste punt is Saltoro Kangri (7742 m). Andere hoge toppen zijn de K12 (7428 m), Ghent Kangri (7402 m) en Sherpi Kangri (7380 m).
In het noorden zit de Saltoro Muztagh via de Sia La en de Sia Kangri vast aan de Masherbrumbergen en de Baltoro Muztagh in het noordwesten en de Siachen Muztagh in het noordoosten. De zuidwestelijke flank van de Saltoro Muztagh watert af in de dalen van de Kondus en de Dansam, die tot Baltistan behoren. Deze twee rivieren komen bij elkaar om de rivier de Saltoro te vormen, een zijrivier van de Shyok. In het zuidelijke deel van de Saltoro Muztagh vormt het dal van de Shyok, de Nubravallei, de scheiding van de keten met de Ladakh Range verder naar het zuiden. In het noordoosten wordt de Saltoro Muztagh gescheiden van de Siachen Muztagh door de enorme Siachengletsjer en (in het zuiden) het dal van de rivier die uit deze gletsjer stroomt, de Nubra.
De Line of Control is nooit duidelijk vastgelegd in de Saltoro Muztagh, wat sinds 1984 verschillende malen tot gewapende conflicten heeft geleid ("Siachenconflict"). Sinds dat jaar houdt India de toppen van de keten en het grootste deel van de Siachengletsjer bezet, terwijl de zuidwestelijke dalen onder Pakistaanse controle staan. Vanwege de militaire aanwezigheid worden klimmers nauwelijks in het gebied toegelaten. Het gevolg is dat de toppen van de Saltoro Muztagh relatief weinig zijn beklommen.